# Сельское поселение Ивановское (Истринский район)
Сельское поселение Ива́новское — упразднённое муниципальное образование в составе Истринского района Московской области России.
Административный центр — деревня Павловское.
Законом Московской области от 22 февраля 2017 года № 21/2017-ОЗ, 11 марта 2017 года все муниципальные образования Истринского муниципального района — городские поселения Дедовск, Истра и Снегири, сельские поселения Бужаровское, Букарёвское, Ермолинское, Ивановское, Костровское, Лучинское, Новопетровское, Обушковское, Онуфриевское, Павло-Слободское и Ядроминское — были преобразованы, путём их объединения, в городской округ Истра.

## Население
| 2006  | 2007  | 2008  | 2009  | 2010  | 2011  |
| ----- | ----- | ----- | ----- | ----- | ----- |
| 2000  | ↗3239 | ↘3211 | ↘3187 | ↗3220 | ↘3184 |
| 2012  | 2013  | 2014  | 2015  | 2016  | 2017  |
| →3184 | ↘3135 | ↘3059 | ↘3003 | ↘2903 | ↘2812 |

## Населённые пункты в составе сельского поселения
| Вид     | Наименование                                    | Население, чел. (2010) |
| ------- | ----------------------------------------------- | ---------------------- |
| деревня | Борисково                                       | 8                      |
| деревня | Борки                                           | 64                     |
| деревня | Высоково                                        | 78                     |
| деревня | Ивановское                                      | 83                     |
| деревня | Качаброво                                       | 5                      |
| деревня | Красновидово                                    | 203                    |
| деревня | Крюково                                         | 36                     |
| деревня | Ламоново                                        | 19                     |
| деревня | Лужки                                           | 28                     |
| деревня | Манихино                                        | 27                     |
| деревня | Обновлённый Труд                                | 72                     |
| посёлок | Октябрьской фабрики                             | 9                      |
| посёлок | Опытного производственного хозяйства «Манихино» | 224                    |
| деревня | Павловское                                      | 1215                   |
| деревня | Петровское                                      | 17                     |
| деревня | Санниково                                       | 52                     |
| посёлок | Станции Манихино                                | 1021                   |
| посёлок | Станции Лукино                                  | 27                     |
| посёлок | Троицкий                                        | 32                     |

## Населённые пункты на территории сельского поселения Ивановское
Населённые пункты, находящиеся на территории сельского поселения, но не входящие в его состав юридически, однако пользующиеся его инфраструктурой (электричеством и др.).
- Зелёная Горка
- Дачный посёлок Посёлка станции Манихино